# Avon Products
Pour les articles homonymes, voir Avon.
Avon Products (NYSE : AVP) est une entreprise américaine de cosmétiques, parfum et accessoires, présente dans 100 pays et dont le chiffre d'affaires en 2010 était de 10 milliards de dollars.

## Histoire

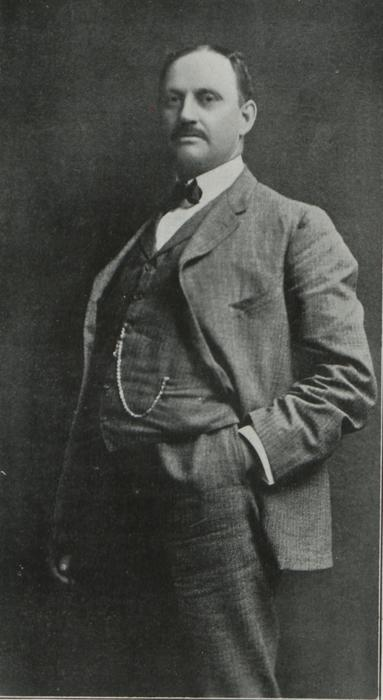
David H. McConnell

En 1886, David H. McConnell a fondé la California Perfume Company, qui deviendra Avon, à New York. En tant que vendeur de livres infructueux, il avait concocté un parfum à la rose comme "cadeau gratuit" pour encourager les gens à acheter ses livres. Le parfum était si populaire que McConnell a décidé d'abandonner le commerce du livre et de créer une entreprise de parfum à la place. En 1897, McConnell a construit la première usine de la California Perfume Company à Suffern, New York, qui était idéalement située le long des voies ferrées pour un accès facile pour expédier ses produits. Après sa mort en 1937, son fils a repris l'entreprise familiale. La société a changé son nom pour Avon en 1939 en l'honneur de la ville natale de Shakespeare, Stratford-on-Avon.

## The Original Avon Lady
Le système de marketing direct d'Avon a été développé par Mme PFE Albee en 1886. C'était le premier du genre. Comme Mme Albee vendait des parfums de porte à porte, elle a recruté une équipe de vendeuses. Le marketing direct offrait aux femmes une chance de travailler à l'extérieur de la maison à une époque où elles avaient peu de possibilités de le faire. Le premier catalogue de l'entreprise est apparu en 1896 sans illustrations. Le premier catalogue en couleur a été publié en 1905.

## Des produits
Le premier produit d'Avon a été l'ensemble de parfum Little Dot. À la fin de la première année d'activité, l'entreprise possédait une gamme de près de 20 parfums différents. En 1902, l'entreprise vendait une gamme complète de cosmétiques. En 1931, 11 produits ont reçu le très convoité sceau d'approbation Good Housekeeping. Les premières carafes « nouveauté » ont été vendues dans les années 1960. Les carafes de collection en verre sont apparues en 1968. Au fil des ans, les carafes fantaisistes ont présenté des thèmes allant des animaux et des fleurs aux avions et aux trains.

## Le progrès
Avon a enregistré sa première journée de vente de 500 $ en décembre 1897. La société a vendu pour 1 million de dollars de produits en 1920. En 1972, les ventes ont atteint un milliard de dollars. En 1989, Avon a annoncé qu'elle mettrait fin à l'expérimentation animale sur tous ses produits. C'était la première grande entreprise de cosmétiques à le faire.

## La Seconde Guerre mondiale
Comme de nombreuses industries, Avon a réorganisé la moitié de ses usines pour produire des produits pour l'effort de guerre, y compris des insectifuges et des masques à gaz. Avec l'économie américaine en plein essor après la guerre, les ventes d'Avon ont grimpé en flèche. En 1949, il y avait 65 000 représentants et 2 500 employés.

## Commercialisation
Pendant des décennies, Avon a compté uniquement sur les ventes par catalogue via son réseau de représentants. La première publicité télévisée pour Avon est apparue en 1954 avec le célèbre slogan : "Ding Dong! Avon appelant!". Dans les années 1990, Avon a lancé une campagne de sensibilisation au cancer du sein en vendant des articles «ruban rose».

## Avon aujourd'hui
Avon est passée d'une petite entreprise de parfum à New York à une industrie mondiale des cosmétiques et des parfums avec près de 5 millions de représentants. La gamme de produits d'origine s'est élargie pour inclure des bijoux, des savons, des décorations de Noël et d'autres articles ménagers. Les clients peuvent acheter les produits Avon par l'intermédiaire d'un représentant, en ligne ou dans certains grands magasins.
En décembre 2015, Avon annonce la vente de 80 % de ses activités en Amérique du Nord au fonds d'investissement Cerberus pour 605 millions de dollars.
En mars 2016, Avon annonce la suppression de 2 500 emplois ainsi que le déplacement de son siège social au Royaume-Uni dans le but d'être l'objet d'une fiscalité moins importante.
En mai 2019, Natura annonce l'acquisition d'Avon par un échange d'action valorisant ce dernier à environ 2 milliards de dollars.